# Einturm
Der Einturm ist eine vor allem in der deutschen Sakralarchitektur des Mittelalters bevorzugte Form des Kirchturms, die im Unterschied zur Doppelturmfassade aus nur einem einzelnen Turm auf der Eingangsseite des Kirchenbaus besteht.

## Entwicklung
Als eine Vorstufe des Einturms kann das karolingische Westwerk bezeichnet werden, dessen dominierender Mittelturm von zwei Seitentürmen begleitet wird (in Corvey nach Abbruch des Mittelturms nachträglich zur Zweiturmfassade umgestaltet). In der romanischen Architektur gilt der Turm der 1137 geweihten  Stiftskirche von Elten als ältester Einturm, gefolgt von der Sigwardskirche in Idensen. Seit dem mittleren 12. Jahrhundert wurde der Einturm zur bevorzugten Bauform im städtischen wie ländlichen Pfarrkirchenbau, aber auch Kathedralbauten wie der Paderborner Dom können einen Einturm aufweisen. 
Zu den prominenten Eintürmen der Gotik zählen der Utrechter Domturm, der Freiburger Münsterturm, der Rottweiler Kapellenturm, der Frankfurter Domturm und der Ulmer Münsterturm, der Turm der Esslinger Frauenkirche und der Martinskirche in Landshut. Im Barock vertreten die Türme von Stift Zwettl, der Ludwigskirche in Saarbrücken oder der Hamburger Michaeliskirche, im Historismus die Gedächtniskirche in Speyer oder der Turm der Hamburger Nikolaikirche den Typus. 
Außerhalb der deutschen Architektur ist der Einturm seltener vertreten, in Frankreich etwa in der Kathedrale von Albi. In der angelsächsischen Architektur sind als frühe Beispiele die Kirchen von Earls Barton oder Barton-on-Humber zu nennen. 